# Гаспар де Еспиноса
Гаспар де Еспиноса (на испански: Gaspar de Espinosa) е испански конкистадор, изследовател и търговец.

## Биография
Роден е около 1484 година в Медина де Риосеко, провинция Валядолид, в семейство на търговец, чиято дейност е търговия между Кастилия и Фландрия. По-късно се установява в Севиля, където доразвива търговския бизнес на баща си, но този път с повече страни в Европа и особено с Новия свят.
Вече на средна възраст Еспиноса замразява за известно време търговията и заминава за Америка. През 1516 – 1518 предприема завоевателна експедиция, като открива и опустошава тихоокеанското крайбрежие на Панама и Коста Рика. На запад от п-ов Асуеро открива островите Себако (7°32′ с. ш. 81°09′ з. д. / 7.533333° с. ш. 81.15° з. д.) и Коиба (7°30′ с. ш. 81°47′ з. д. / 7.5° с. ш. 81.783333° з. д.).
След завоевателния поход се връща в Испания и възобновява търговията си, като започва да развива и банкова дейност. След известно време отново заминава за Америка и е назначен за губернатор на Панама. Неговата банка финансира завоевателните походи на Диего де Алмагро и Франсиско Писаро в Перу.
Умира на 14 февруари 1537 година в Куско, Перу.